# Бодуэн, принц Бельгии
Бодуэн Леопольд Филипп Мария Карл Антон Иосиф Людовик (нем. Baudouin Léopold Philippe Marie Charles Antoine Joseph Louis von Belgien; 3 июня 1869, Брюссель — 23 января 1891, Брюссель) — принц Бельгии, герцог саксонский, принц Саксен-Кобург-Гота. Старший сын графа Фландрии Филиппа Бельгийского, младшего брата короля Бельгии Леопольда II.

## Биография
После смерти единственного сына Леопольда II, Леопольда Фердинанда, в 1869 году в Бельгии встал вопрос о престолонаследии. Леопольд II считал своего брата Филиппа, графа Фландрии, мало подходящим кандидатом: Филипп был туг на ухо и был всего немногим младше самого Леопольда. Поэтому официальным наследником был избран старший сын Филиппа принц Бодуэн.
Принцесса Клементина, младшая дочь Леопольда II, была, как следует из её переписки с сестрой Стефанией, влюблена в Бодуэна. Король идею брака Клементины и Бодуэна поддерживал, видя в Клементине достойную королеву, а газеты даже рассуждали о помолвке. Самому же Бодуэну, равно как и его отцу, подобный брак казался малопривлекательным.
О характере Бодуэна до нас дошли различные мнения. Его сестра, принцесса Генриетта, считала его близким к святости, в то время как их мать — недостаточно мужественным и излишне скромным. Когда сестра Бодуэна Генриетта заболела инфлюенцей, за которой последовало воспаление легких, принц неистово молился за её здоровье, в результате чего 17 января простудился во время молитвы и заболел сам. 22 января у него произошло кровоизлияние в почки, 23 января он скончался.
Информацию о смерти принца было решено скрыть от прессы дабы не омрачать известие о выздоровлении принцессы Генриетты. В силу этого вокруг смерти принца пошли всевозможные слухи, навеянные произошедшей за два года до этого трагедией в Майерлинге. Так Генриетта упоминает слух, что принц погиб на дуэли.
Принц Бодуэн похоронен в королевской усыпальнице под церковью Девы Марии в Лакене.